# Mistrovství světa v ledním hokeji 2023 (Divize III)
Mistrovství světa v ledním hokeji 2023 (Divize III) byl mezinárodní hokejový turnaj pořádaný Mezinárodní hokejovou federací.
Turnaj skupiny A se konal v  Kapském Městě v Jihoafrické republice od 17. do 23. dubna 2023 a turnaj skupiny B v Sarajevu v Bosně a Hercegovině od 27. února do 5. března 2023.

## Skupina A

### Účastníci
| Tým           | Kvalifikace                                                |
| ------------- | ---------------------------------------------------------- |
| Turkmenistán  | 3. místo v Divizi III – skupina A 2022                     |
| Tchaj-wan     | 4. místo v Divizi III – skupina A 2022                     |
| Lucembursko   | 5. místo v Divizi III – skupina A 2022                     |
| Severní Korea | Odstoupení před loňským i letošním turnajem                |
| JAR           | Pořadatel, 1. místo v Divizi III – skupina B 2022 a postup |
| Thajsko       | 2. místo v Divizi III – skupina B 2022 a postup            |

### Rozhodčí
| Hlavní                                                         | Čároví |
| -------------------------------------------------------------- | --- |
| - Andrea Benvegnu - Ryan Cairns - Cemal Kaya - Yahya Al-Jneibi | - Fraser Ohlson - Miroslav Lhotský - Óscar Pérez - Koep Leermakers - Edward Howard - Jason van Rooyen - Helan Al-Ameri |

### Tabulka
|  | Jeden tým postupující do divize II B  |
|  | Jeden tým sestupující do divize III B |

| Poř. | Tým           | Z | V | VP | PP | P | VG | OG | B      |
| ---- | ------------- | - | - | -- | -- | - | -- | -- | ------ |
| 1.   | Tchaj-wan     | 4 | 4 | 0  | 0  | 0 | 30 | 4  | 12     |
| 2.   | Turkmenistán  | 4 | 2 | 0  | 0  | 2 | 17 | 16 | 6      |
| 3.   | JAR           | 4 | 2 | 0  | 0  | 2 | 16 | 17 | 6      |
| 4.   | Thajsko       | 4 | 2 | 0  | 0  | 2 | 20 | 21 | 6      |
| 5.   | Lucembursko   | 4 | 0 | 0  | 0  | 4 | 3  | 28 | 0      |
| 6.   | Severní Korea | 0 | 0 | 0  | 0  | 0 | 0  | 0  | Odstup |

### Zápasy
Všechny časy jsou místní (UTC+2).
| 17. dubna 2023 16:00 | Thajsko | 2 : 11 (0:3, 1:3, 1:5) | Tchaj-wan | The Ice Station, Kapské Město Návštěvnost: 30 |  |

| Report                                                              |                                                                     |                                                       | |                                                         |
| Benjamin Kleineschay (od 46. minuty Pattarapol Ungkulpattanasuk)    | Benjamin Kleineschay (od 46. minuty Pattarapol Ungkulpattanasuk)    | Brankáři                                              | Po-Ju Hsiajo (od 49. minuty Fu-Hsiang Kuej) | Rozhodčí: Ryan Cairns Čároví: Fraser Ohlson Óscar Pérez |
| Rakčaj Sukwiboon 27:36' Jan Mikael Isaksson (Ramin Urai-Čan) 49:33' | Rakčaj Sukwiboon 27:36' Jan Mikael Isaksson (Ramin Urai-Čan) 49:33' | 0:1 0:2 0:3 0:4 0:5 1:5 1:6 1:7 1:8 1:9 2:9 2:10 2:11 | 12:51' Jen-Lin Šen (Čou-En Sang) 14:35' Hung-Li Čou 18:29' Hung-Ju Lin (Lin-Jen Šen, Čang-Hsing Jang) 25:05' Sung-Jin Ju 26:24' Han-Juan Čang (Jen-Čin Šen) 36:21' Hung-Ju Lin (Kuan-Ting Čen, Čou-En Sang) 42:12' Sung-Jin Ju (Čing Lin, Hung-Li Čou) 45:26' Hung-Ju Lin (Čang-Hsing Jang) 48:36' Hung-Ju Lin (Kuan-Ting Čen, Jen-Lin Šen) 54:48' Po-Hsiang Wang (Kuan-Ju Šhih) 55:54' Han-Juan Čang (Jo-Čen Lin, Jen-Čin Šen) | Rozhodčí: Ryan Cairns Čároví: Fraser Ohlson Óscar Pérez |
| 14 min                                                              | 14 min                                                              | Tresty                                                | 6 min | Rozhodčí: Ryan Cairns Čároví: Fraser Ohlson Óscar Pérez |
| 23                                                                  | 23                                                                  | Střely                                                | 44 | Rozhodčí: Ryan Cairns Čároví: Fraser Ohlson Óscar Pérez |

| 17. dubna 2023 20:00 | Turkmenistán | 6 : 9 (3:0, 0:4, 3:5) | JAR | The Ice Station, Kapské Město Návštěvnost: 300 |  |

| Report | |                                                             | |                                                                  |
| Rahman Myradov (od 54. minuty Serdar Ašyrov) | Rahman Myradov (od 54. minuty Serdar Ašyrov) | Brankáři                                                    | Ryan Boyd | Rozhodčí: Andrea Benvegnu Čároví: Helan Al-Ameri Koep Leermakers |
| Begenč Dovletmyradov (Pavel Barkovskij) 01:02' Pavel Barkovskij (Musa Annasaparov, Begenč Dovletmyradov) 08:26' Arslan Nuryjev (Bajmyrat Bajmyradov) 10:57' Maksat Kakajev 40:28' Arslan Geldimyradov (Pavel Barkovskij, Musa Annasaparov) 51:43' Begenč Dovletmyradov (Arslan Geldimyradov, Gurbanmyrat Tannyjev) 55:53' | Begenč Dovletmyradov (Pavel Barkovskij) 01:02' Pavel Barkovskij (Musa Annasaparov, Begenč Dovletmyradov) 08:26' Arslan Nuryjev (Bajmyrat Bajmyradov) 10:57' Maksat Kakajev 40:28' Arslan Geldimyradov (Pavel Barkovskij, Musa Annasaparov) 51:43' Begenč Dovletmyradov (Arslan Geldimyradov, Gurbanmyrat Tannyjev) 55:53' | 1:0 2:0 3:0 3:1 3:2 3:3 3:4 4:4 4:5 4:6 5:6 5:7 5:8 6:8 6:9 | 20:44' Jean-Michel van Doesburgh (Dylan Compton) 28:58' Deen Magmoed 34:54' Uthman Samaai (Joaquim Valadas, Dylan Compton) 35:49' Reinhard Venter (Joaquim Valadas) 44:46' Uthman Samaai (Stefan Kluyts) 45:10' Deem Magmoed (Alex Obery, Reinhard Venter) 52:19' Uthman Samaai (Joaquim Valadas) 53:06' Jean-Michel van Doesburgh 58:09' Delano Schuurman | Rozhodčí: Andrea Benvegnu Čároví: Helan Al-Ameri Koep Leermakers |
| 14 min | 14 min | Tresty                                                      | 12 min | Rozhodčí: Andrea Benvegnu Čároví: Helan Al-Ameri Koep Leermakers |
| 39 | 39 | Střely                                                      | 24 | Rozhodčí: Andrea Benvegnu Čároví: Helan Al-Ameri Koep Leermakers |

| 18. dubna 2023 20:00 | Lucembursko | 2 : 10 (0:2, 1:5, 1:3) | Thajsko | The Ice Station, Kapské Město Návštěvnost: 51 |  |

| Report                                                                       |                                                                              |                                                   | |                                                                     |
| Philippe Lepage                                                              | Philippe Lepage                                                              | Brankáři                                          | Benjamin Kleineschay | Rozhodčí: Yahya Al-Jneibi Čároví: Miroslav Lhotský Jason van Rooyen |
| Kevin Groenlund 32:57' Colm Cannon (Kristian Potucek, Claude Mossong) 53:56' | Kevin Groenlund 32:57' Colm Cannon (Kristian Potucek, Claude Mossong) 53:56' | 0:1 0:2 0:3 0:4 1:4 1:5 1:6 1:7 1:8 1:9 1:10 2:10 | 04:45' Čanokčon Limpinphet (Phandaj Khukakajev, Patrick Forstner) 12:18' Jan Mikael Isaksson (Ken Kindborn, Kim Aarola) 22:35' Jan Mikael Isaksson (Ken Kindborn, Hideki Nagajama) 25:18' Masato Kitajama (Jan Mikael Isaksson, Kim Aarola) 33:22' Hideki Nagajama (Patrick Forstner, Ken Kindborn) 34:51' Jan Mikael Isaksson (Ken Kindborn, Kim Aarola) 35:04' Phandaj Khuhakajev (Čanokčon Limpinphet, Hideki Nagajama) 46:23' Masato Kitajama (Ken Kindborn, Jan Mikael Isaksson) 48:05' Masato Kitajama (Ken Kindborn, Hideki Nagajama) 49:35' Rakčaj Sukwiboon (Araja Vatanapanyjakul) | Rozhodčí: Yahya Al-Jneibi Čároví: Miroslav Lhotský Jason van Rooyen |
| 20 min                                                                       | 20 min                                                                       | Tresty                                            | 14 min | Rozhodčí: Yahya Al-Jneibi Čároví: Miroslav Lhotský Jason van Rooyen |
| 30                                                                           | 30                                                                           | Střely                                            | 54 | Rozhodčí: Yahya Al-Jneibi Čároví: Miroslav Lhotský Jason van Rooyen |

| 19. dubna 2023 16:00 | Lucembursko | 1 : 4 (0:1, 1:3, 0:0) | Turkmenistán | The Ice Station, Kapské Město Návštěvnost: 40 |  |

| Report             |                    |                     | |                                                          |
| Philippe Lepage    | Philippe Lepage    | Brankáři            | Rahman Myradov | Rozhodčí: Cemal Kaya Čároví: Edward Howard Fraser Ohlson |
| Colm Cannon 32:57' | Colm Cannon 32:57' | 0:1 0:2 0:3 1:3 1:4 | 08:25' Arslan Nuryjev (Novruz Bajhanov, Gurbanmyrat Tannyjev) 28:31' Pavel Barkovskij (Arslan Geldimyradov, Musa Annasaparov) 31:12' Arslan Geldimyradov (Amangeldi Aganijazov, Pavel Barkovskij) 37:22' Dovlet Hydyrov (Ahmet Gurbanov, Aleksandr Vahovskij) | Rozhodčí: Cemal Kaya Čároví: Edward Howard Fraser Ohlson |
| 37 min             | 37 min             | Tresty              | 14 min | Rozhodčí: Cemal Kaya Čároví: Edward Howard Fraser Ohlson |
| 14                 | 14                 | Střely              | 36 | Rozhodčí: Cemal Kaya Čároví: Edward Howard Fraser Ohlson |

| 19. dubna 2023 20:00 | Tchaj-wan | 6 : 1 (0:0, 3:1, 3:0) | JAR | The Ice Station, Kapské Město Návštěvnost: 300 |  |

| Report | |                             |                                            |                                                               |
| Po-Ju Hsiao | Po-Ju Hsiao | Brankáři                    | Ryan Boyd (od 51. minuty Alistair Bywater) | Rozhodčí: Ryan Cairns Čároví: Helan Al-Ameri Miroslav Lhotský |
| Jo-Čen Lin (Jen-Čin Šen, Pej-An Wen) 21:44' Čang-Hsing Jang (Hung-Ju Lin, Jen-Lin Šen) 36:36' Čang-Hsing Jang (Jen-Lin Šen, Čou-En Sang) 39:25' Hung-Ju Lin (Kuan-Ting Čen, Čang-Hsing Jang) 48:55' Ji-Čeng Pan 49:11' Hung-Ju Lin (Kuan-Ting Čen) 50:46' | Jo-Čen Lin (Jen-Čin Šen, Pej-An Wen) 21:44' Čang-Hsing Jang (Hung-Ju Lin, Jen-Lin Šen) 36:36' Čang-Hsing Jang (Jen-Lin Šen, Čou-En Sang) 39:25' Hung-Ju Lin (Kuan-Ting Čen, Čang-Hsing Jang) 48:55' Ji-Čeng Pan 49:11' Hung-Ju Lin (Kuan-Ting Čen) 50:46' | 1:0 2:0 2:1 3:1 4:1 5:1 6:1 | 37:50' Uthman Samaai (Cameron Birrell)     | Rozhodčí: Ryan Cairns Čároví: Helan Al-Ameri Miroslav Lhotský |
| 8 min | 8 min | Tresty                      | 17 min                                     | Rozhodčí: Ryan Cairns Čároví: Helan Al-Ameri Miroslav Lhotský |
| 38 | 38 | Střely                      | 21                                         | Rozhodčí: Ryan Cairns Čároví: Helan Al-Ameri Miroslav Lhotský |

| 20. dubna 2023 20:00 | Thajsko | 3 : 6 (0:0, 0:3, 3:3) | Turkmenistán | The Ice Station, Kapské Město Návštěvnost: 30 |  |

| Report | |                                     | |                                                              |
| Benjamin Kleineschay | Benjamin Kleineschay | Brankáři                            | Rahman Myradov | Rozhodčí: Andrea Benvegnu Čároví: Helan Al-Ameri Óscar Pérez |
| Papan Thanakroekkiat (Hideki Nagajama, Kim Aarola) 47:38' Jan Mikael Isaksson (Ken Kindborn, Patrick Forstner) 53:51' Jan Mikael Isaksson (Kim Aarola) 56:44' | Papan Thanakroekkiat (Hideki Nagajama, Kim Aarola) 47:38' Jan Mikael Isaksson (Ken Kindborn, Patrick Forstner) 53:51' Jan Mikael Isaksson (Kim Aarola) 56:44' | 0:1 0:2 0:3 0:4 1:4 1:5 2:5 3:5 3:6 | 24:00' Arslan Geldimyradov (Pavel Barkovskij, Amangeldi Aganijazov) 25:16' Ovezguly Esenov (Aleksandr Vahovskij, Ahmet Gurbanov) 29:59' Arslan Nuryjev (Gurbanmyrat Tannyjev) 41:02' Novruz Bajhanov (Pavel Barkovskij) 49:54' Bajmyrat Bajmyradov 59:32' Bajmyrat Bajmyradov | Rozhodčí: Andrea Benvegnu Čároví: Helan Al-Ameri Óscar Pérez |
| 6 min | 6 min | Tresty                              | 10 min | Rozhodčí: Andrea Benvegnu Čároví: Helan Al-Ameri Óscar Pérez |
| 35 | 35 | Střely                              | 44 | Rozhodčí: Andrea Benvegnu Čároví: Helan Al-Ameri Óscar Pérez |

| 21. dubna 2023 16:00 | Tchaj-wan | 10 : 0 (6:0, 2:0, 2:0) | Lucembursko | The Ice Station, Kapské Město Návštěvnost: 27 |  |

| Report | |                                          |                                               |                                                                    |
| Fu-Hsiang Kuei | Fu-Hsiang Kuei | Brankáři                                 | Philippe Lepage (od 41. minuty Sven Oberweis) | Rozhodčí: Yahya Al-Jneibi Čároví: Koep Leermakers Jason van Rooyen |
| Hung-Li Čou (Sung-Jin Ju) 02:23' Jo-Čen Lin (Pei-An Wen) 04:38' Čang-Hsing Jang (Kuan-Ting Čen, Hung-Ju Lin) 07:20' Jen-Čin Šen (Pei-An Wen, Jo-Čen Lin) 07:35' Čang-Hsing Jang (Hung-Ju Lin) 09:44' Jen-Lin Šen (Hung-Ju Lin) 14:39' Jen-Čin Šen (Sung-Jin Ju, Jo-Čen Lin) 24:03' Jui-Ju Lin (Sung-Jin Ju, Hung-Li Čou) 34:27' Jui-Ju Lin (Čang-Lin Jang, Čing Lin) 48:25' Jui-Ju Lin (Čang-Lin Jang) 52:51' | Hung-Li Čou (Sung-Jin Ju) 02:23' Jo-Čen Lin (Pei-An Wen) 04:38' Čang-Hsing Jang (Kuan-Ting Čen, Hung-Ju Lin) 07:20' Jen-Čin Šen (Pei-An Wen, Jo-Čen Lin) 07:35' Čang-Hsing Jang (Hung-Ju Lin) 09:44' Jen-Lin Šen (Hung-Ju Lin) 14:39' Jen-Čin Šen (Sung-Jin Ju, Jo-Čen Lin) 24:03' Jui-Ju Lin (Sung-Jin Ju, Hung-Li Čou) 34:27' Jui-Ju Lin (Čang-Lin Jang, Čing Lin) 48:25' Jui-Ju Lin (Čang-Lin Jang) 52:51' | 1:0 2:0 3:0 4:0 5:0 6:0 7:0 8:0 9:0 10:0 |                                               | Rozhodčí: Yahya Al-Jneibi Čároví: Koep Leermakers Jason van Rooyen |
| 6 min | 6 min | Tresty                                   | 10 min                                        | Rozhodčí: Yahya Al-Jneibi Čároví: Koep Leermakers Jason van Rooyen |
| 44 | 44 | Střely                                   | 24                                            | Rozhodčí: Yahya Al-Jneibi Čároví: Koep Leermakers Jason van Rooyen |

| 21. dubna 2023 20:00 | JAR | 2 : 5 (1:2, 1:1, 0:2) | Thajsko | The Ice Station, Kapské Město |  |

| Report | |                             | |                                                           |
| Ryan Boyd                                                                                                 | Ryan Boyd                                                                                                 | Brankáři                    | Benjamin Kleineschay | Rozhodčí: Ryan Cairns Čároví: Edward Howard Fraser Ohlson |
| Luke Carelse (Jean-Michel van Doesburgh) 15:36' Marc Giot (John Venter, Jean-Michel van Doesburgh) 37:36' | Luke Carelse (Jean-Michel van Doesburgh) 15:36' Marc Giot (John Venter, Jean-Michel van Doesburgh) 37:36' | 0:1 0:2 1:2 1:3 2:3 2:4 2:5 | 06:21' Jan Mikael Isaksson 09:40' Jan Mikael Isaksson (Patrick Forstner) 27:17' Jan Mikael Isaksson (Kim Aarola, Ken Kindborn) 42:56' Ken Kindborn (Hideki Nagajama, Kim Aarola) 48:17' Phandaj Khuhakajew (Patrick Forstner, Ken Kindborn) | Rozhodčí: Ryan Cairns Čároví: Edward Howard Fraser Ohlson |
| 18 min | 18 min | Tresty                      | 8 min | Rozhodčí: Ryan Cairns Čároví: Edward Howard Fraser Ohlson |
| 39 | 39 | Střely                      | 36 | Rozhodčí: Ryan Cairns Čároví: Edward Howard Fraser Ohlson |

| 22. dubna 2023 14:00 | Turkmenistán | 1 : 3 (0:0, 0:2, 1:1) | Tchaj-wan | The Ice Station, Kapské Město Návštěvnost: 150 |  |

| Report                                              |                                                     |                 | |                                                                |
| Rahman Myradov                                      | Rahman Myradov                                      | Brankáři        | Po-Ju Hsiao | Rozhodčí: Andrea Benvegnu Čároví: Miroslav Lhotský Óscar Pérez |
| Amangeldi Aganijazov (Begench Dovletmyradov) 59:56' | Amangeldi Aganijazov (Begench Dovletmyradov) 59:56' | 0:1 0:2 0:3 1:3 | 32:33' Kuan-Ting Čen (Čing Lin) 33:06' Pej-An Wen (Jo-Čen Lin, Jen-Čin Šen) 51:13' Čang-Hsing Jang (Jen-Lin Šen, Hung-Ju Lin) | Rozhodčí: Andrea Benvegnu Čároví: Miroslav Lhotský Óscar Pérez |
| 18 min                                              | 18 min                                              | Tresty          | 12 min | Rozhodčí: Andrea Benvegnu Čároví: Miroslav Lhotský Óscar Pérez |
| 32                                                  | 32                                                  | Střely          | 45 | Rozhodčí: Andrea Benvegnu Čároví: Miroslav Lhotský Óscar Pérez |

| 22. dubna 2023 18:00 | JAR | 4 : 0 (1:0, 2:0, 1:0) | Lucembursko | The Ice Station, Kapské Město Návštěvnost: 1 000 |  |

| Report | |                 |                 |                                                            |
| Ryan Boyd | Ryan Boyd | Brankáři        | Philippe Lepage | Rozhodčí: Cemal Kaya Čároví: Edward Howard Koep Leermakers |
| Deen Magmoed (Marc Giot, Ethon Saaiman) 11:07' Delano Schuurman (Reinhard Venter, Luke Carelse) 31:37' Luke Carelse (Uthman Samaai) 37:47' Deen Magmoed (Reinhard Venter) 47:38' | Deen Magmoed (Marc Giot, Ethon Saaiman) 11:07' Delano Schuurman (Reinhard Venter, Luke Carelse) 31:37' Luke Carelse (Uthman Samaai) 37:47' Deen Magmoed (Reinhard Venter) 47:38' | 1:0 2:0 3:0 4:0 |                 | Rozhodčí: Cemal Kaya Čároví: Edward Howard Koep Leermakers |
| 4 min | 4 min | Tresty          | 6 min           | Rozhodčí: Cemal Kaya Čároví: Edward Howard Koep Leermakers |
| 36 | 36 | Střely          | 14              | Rozhodčí: Cemal Kaya Čároví: Edward Howard Koep Leermakers |

### Hráčské statistiky

#### Kanadské bodování
Toto je konečné pořadí hráčů podle dosažených bodů. Za jeden vstřelený gól nebo přihrávku na gól hráč získal jeden bod.
| Poř. | Hráč                | Tým          | Z | G | A | B  | TM | +/- |
| ---- | ------------------- | ------------ | - | - | - | -- | -- | --- |
| 1.   | Jan Mikael Isaksson | Thajsko      | 4 | 9 | 2 | 11 | 4  | +4  |
| 2.   | Hung-Ju Lin         | Tchaj-wan    | 4 | 6 | 5 | 11 | 0  | +7  |
| 3.   | Ken Kindborn        | Thajsko      | 4 | 1 | 9 | 10 | 12 | +1  |
| 4.   | Čang-Hsing Jang     | Tchaj-wan    | 4 | 5 | 3 | 8  | 0  | +7  |
| 5.   | Pavel Barkovskij    | Turkmenistán | 4 | 2 | 5 | 7  | 2  | +1  |
| 5.   | Jen-Lin Šen         | Tchaj-wan    | 4 | 2 | 5 | 7  | 4  | +6  |
| 7.   | Kuan-Ting Čen       | Tchaj-wan    | 4 | 1 | 6 | 7  | 2  | +7  |
| 7.   | Hideki Nagajama     | Thajsko      | 4 | 1 | 6 | 7  | 4  | +1  |
| 9.   | Kim Aarola          | Thajsko      | 4 | 0 | 7 | 7  | 2  | +1  |
| 10.  | Jo-Čen Lin          | Tchaj-wan    | 4 | 2 | 4 | 6  | 4  | +6  |
| 10.  | Jen-Čin Šen         | Tchaj-wan    | 4 | 2 | 4 | 6  | 2  | +6  |

#### Hodnocení brankářů
Toto je konečné pořadí pěti nejlepších brankářů.
| Poř. | Hráč                 | Tým          | Z. | MIN    | OG | PZ  | PS  | POG  | Úsp%  |
| ---- | -------------------- | ------------ | -- | ------ | -- | --- | --- | ---- | ----- |
| 1.   | Po-Ju Hsiao          | Tchaj-wan    | 3  | 168:36 | 3  | 70  | 73  | 1.07 | 95.89 |
| 2.   | Benjamin Kleineschay | Thajsko      | 4  | 223:08 | 17 | 124 | 141 | 4.57 | 87.94 |
| 3.   | Rahman Myradov       | Turkmenistán | 4  | 233:06 | 15 | 101 | 116 | 3.86 | 87.07 |
| 4.   | Ryan Boyd            | JAR          | 4  | 230:46 | 17 | 106 | 123 | 4.42 | 86.18 |
| 5.   | Philippe Lepage      | Lucembursko  | 4  | 220:00 | 26 | 130 | 156 | 7.09 | 83.33 |

### Ocenění
| Pozice  | Hráč         |
| ------- | ------------ |
| Brankář | Po-Ju Hsiao  |
| Obránce | Ken Kindborn |
| Útočník | Jan Isaksson |

## Skupina B

### Účastníci
| Tým                 | Kvalifikace                                       |
| ------------------- | ------------------------------------------------- |
| Bosna a Hercegovina | Pořadatel, 3. místo v Divizi III – skupina B 2022 |
| Kyrgyzstán          | 1. místo v Divizi IV 2022 a postup                |
| Írán                | 2. místo v Divizi IV 2022 a postup                |
| Singapur            | 3. místo v Divizi IV 2022 a postup                |
| Malajsie            | 4. místo v Divizi IV 2022 a postup                |
| Hongkong            | Odstoupení před loňským turnajem                  |

### Rozhodčí
| Hlavní                                                                | Čároví |
| --------------------------------------------------------------------- | --- |
| - Vitalijus Sevruk - Park Jae-hyung - Robert Hallin - Phillip Ströbel | - Huang Jen-hung - Tomislav Grozaj - Marko Saković - Jiří Svoboda - David Perduv - Lukáš Kacej - Alejandro García |

### Tabulka
|  | Jeden tým postupující do skupiny A |
|  | Jeden tým sestupující do divize IV |

| Poř. | Tým                 | Z | V | VP | PP | P | GV | GI | +/- | B  |
| ---- | ------------------- | - | - | -- | -- | - | -- | -- | --- | -- |
| 1.   | Kyrgyzstán          | 5 | 5 | 0  | 0  | 0 | 76 | 5  | +71 | 15 |
| 2.   | Bosna a Hercegovina | 5 | 3 | 1  | 0  | 1 | 39 | 20 | +19 | 11 |
| 3.   | Hongkong            | 5 | 2 | 1  | 1  | 1 | 41 | 26 | +15 | 9  |
| 4.   | Singapur            | 5 | 2 | 0  | 1  | 2 | 31 | 31 | 0   | 7  |
| 5.   | Írán                | 5 | 1 | 0  | 0  | 4 | 19 | 53 | -34 | 3  |
| 6.   | Malajsie            | 5 | 0 | 0  | 0  | 5 | 6  | 77 | -71 | 0  |

### Zápasy
Všechny časy jsou místní (UTC+1).
| 27. února 2023 13:00 | Kyrgyzstán | 14 : 2 (7:1, 5:1, 2:0) | Singapur | Skenderija, Sarajevo Návštěvnost: 69 |  |

| Report | |                                                                       |                                                                |                                                               |
| Alexandr Petrov (od 41. minuty Arslan Maraimbekov) | Alexandr Petrov (od 41. minuty Arslan Maraimbekov) | Brankáři                                                              | Joshua Lee (od 41. minuty Liam Blakney)                        | Rozhodčí: Robert Hallin Čároví: Alejandro García Jiří Svoboda |
| Maxim Jegorov 05:23' Mamed Seifulov 10:17' Vladimir Tonkich 10:23' Mamed Seifulov (Islambek Abdyrajev, Alexandr Titov) 11:02' Vladimir Nosov (Michail Čuvalov, Vladimir Tonkich) 16:25' Michail Čuvalov (Vladimir Nosov) 17:40' Aidar Kašajev 19:45' Alexandr Titov (Islambek Abdyrajev, Mamed Seifulov) 21:35' Ernazar Isamatov (Islambek Abdyrajev) 22:08' Vladimir Nosov (Vladimir Tonkich) 22:56' Anton Kudašev 36:23' Ersulatan Mirbekov (Ernazar Isamatov, Anton Kudašev) 39:28' Vladimir Tonkich (Vladimir Nosov, Michail Čuvalov) 44:24' Michail Čuvalov (Ernazar Isamatov) 48:22' | Maxim Jegorov 05:23' Mamed Seifulov 10:17' Vladimir Tonkich 10:23' Mamed Seifulov (Islambek Abdyrajev, Alexandr Titov) 11:02' Vladimir Nosov (Michail Čuvalov, Vladimir Tonkich) 16:25' Michail Čuvalov (Vladimir Nosov) 17:40' Aidar Kašajev 19:45' Alexandr Titov (Islambek Abdyrajev, Mamed Seifulov) 21:35' Ernazar Isamatov (Islambek Abdyrajev) 22:08' Vladimir Nosov (Vladimir Tonkich) 22:56' Anton Kudašev 36:23' Ersulatan Mirbekov (Ernazar Isamatov, Anton Kudašev) 39:28' Vladimir Tonkich (Vladimir Nosov, Michail Čuvalov) 44:24' Michail Čuvalov (Ernazar Isamatov) 48:22' | 1:0 2:0 3:0 4:0 5:0 6:0 6:1 7:1 8:1 9:1 10:1 10:2 11:2 12:2 13:2 14:2 | 17:56' Christopher Kelly-Wong (Joshua Chan) 29:24' Joshua Chan | Rozhodčí: Robert Hallin Čároví: Alejandro García Jiří Svoboda |
| 10 min | 10 min | Tresty                                                                | 8 min                                                          | Rozhodčí: Robert Hallin Čároví: Alejandro García Jiří Svoboda |
| 59 | 59 | Střely                                                                | 7                                                              | Rozhodčí: Robert Hallin Čároví: Alejandro García Jiří Svoboda |

| 27. února 2023 16:30 | Malajsie | 4 : 14 (1:3, 0:7, 3:4) | Írán | Skenderija, Sarajevo Návštěvnost: 55 |  |

| Report | |                                                                                 | |                                                               |
| Muhammad Azlly Tengku | Muhammad Azlly Tengku | Brankáři                                                                        | Oveis Hassanzadeh (od 41. minuty Alireza Mahdavi) | Rozhodčí: Phillip Ströbel Čároví: Tomislav Grozaj Lukáš Kacej |
| Rafiq Zul Aiman (Mohammad Hariz) 02:59' Afdin Fareez Mohammad (Deen Versluis, Rafiq Zul Aiman) 40:51' Aisar Muhd Amin Fadzli Muhd 40:51' Hariz Mohammad (Deen Versluis, Afdlin Fereez Mohammad Fauzi Mohd) 48:59' | Rafiq Zul Aiman (Mohammad Hariz) 02:59' Afdin Fareez Mohammad (Deen Versluis, Rafiq Zul Aiman) 40:51' Aisar Muhd Amin Fadzli Muhd 40:51' Hariz Mohammad (Deen Versluis, Afdlin Fereez Mohammad Fauzi Mohd) 48:59' | 0:1 1:1 1:2 1:3 1:4 1:5 1:6 1:7 1:8 1:9 1:10 2:10 2:11 3:11 3:12 4:12 4:13 4:14 | 01:48' Arman Bahri 04:30' Farzad Houshidari 06:18' Amir Heidari 23:20' Jalal Keyhanfar (Farshad Moghadasi) 24:00' Abbas Dehghani (Mohammadreza Sheikhjafari) 25:32' Amin Korehei (Maziar Ghorbani, Mina Mehraban) 27:04' Jalal Keryhanfar (Marin Gharar, Fashad Moghadasi) 28:13' Jalal Keryhanfar (Matin Gharar, Amir Heidari) 31:01' Farshad Moghadasi (Jalal Keryhanfar, Farzad Houshidari) 35:29' Farshad Moghadasi (Matin Gharar) 42:34' Farzad Houshidari (Farshad Moughadasi, Matin Gharar) 47:27' Amin Korehei (Arshia Ghafoori, Daniel Beghari) 51:43' Farzad Houshadari 53:58' Danial Begheri (Amin Korehei) | Rozhodčí: Phillip Ströbel Čároví: Tomislav Grozaj Lukáš Kacej |
| 2 min | 2 min | Tresty                                                                          | 16 min | Rozhodčí: Phillip Ströbel Čároví: Tomislav Grozaj Lukáš Kacej |
| 19 | 19 | Střely                                                                          | 45 | Rozhodčí: Phillip Ströbel Čároví: Tomislav Grozaj Lukáš Kacej |

| 27. února 2023 20:00 | Bosna a Hercegovina | 6 : 5 SN (1:2, 2:3, 2:0 — 0:0 — 1:0) | Hongkong | Skenderija, Sarajevo Návštěvnost: 800 |  |

| Report | |                                                                                | |                                                                |
| Dino Pasović | Dino Pasović | Brankáři                                                                       | Emerson Kwokway Keung | Rozhodčí: Vitalijus Sevruk Čároví: Huang Jen-hung David Perduv |
| Adnan Mlivić (Mirza Omer) 19:40' Denny Miškić (Miralem Jahjafendić) 25:51' Tarik Mrkva (Nikko Gaković) 35:52' Nikko Gaković (Mirza Omer) 53:41' Adnan Mlivić (Anthony London, Tarik Mrkva) 59:47' Adnan Mlivić Nikko Gaković Mirza Omer Haris Mrkva Anthony London | Adnan Mlivić (Mirza Omer) 19:40' Denny Miškić (Miralem Jahjafendić) 25:51' Tarik Mrkva (Nikko Gaković) 35:52' Nikko Gaković (Mirza Omer) 53:41' Adnan Mlivić (Anthony London, Tarik Mrkva) 59:47' Adnan Mlivić Nikko Gaković Mirza Omer Haris Mrkva Anthony London | 0:1 0:2 1:2 2:2 2:3 2:4 3:4 3:5 4:5 5:5 Samostatné nájezdy 0:0 1:0 2:0 2:1 3:1 | 03:33' Justin Cheng 08:22' Yin Lok Won (Justin Cheng) 29:11' Jasper Tang (Ryan Chu, Hei Yu To) 29:47' Ryan Chu (Justin Cheng) 37:10' Justin Cheng (Yin Lok Won, Cheuk Long Ngan) Ryan Chu Gi Fung Chan Jasper Tang Cheuk Long Ngan | Rozhodčí: Vitalijus Sevruk Čároví: Huang Jen-hung David Perduv |
| 0 min | 0 min | Tresty                                                                         | 6 min | Rozhodčí: Vitalijus Sevruk Čároví: Huang Jen-hung David Perduv |
| 47 | 47 | Střely                                                                         | 32 | Rozhodčí: Vitalijus Sevruk Čároví: Huang Jen-hung David Perduv |

| 28. února 2023 13:00 | Singapur | 10 : 0 (2:0, 5:0, 3:0) | Malajsie | Skenderija, Sarajevo Návštěvnost: 100 |  |

| Report | |                                          |                       |                                                               |
| Joshua Lee | Joshua Lee | Brankáři                                 | Muhammad Azlly Tengku | Rozhodčí: Park Jae-hyung Čároví: Huang Jen-hung Marko Saković |
| Ethan Redden (James Nicholas Kodrowski) 00:08' Benedict Qian Jong 06:19' Christopher Kelly Wong 20:29' Joshua Chan (Ethan Redden, James Nicholas Kodrowski) 25:03' Joshua Chan 34:47' Ethan Redden (Cael Juin Hui Chua) 38:35' Ethan Redden 39:43' Ethan Redden (Bryan Shao Herng Lee, James Nicholas Kodrowski) 48:58' Qiwei Benjamin Huang (Joshua Chan, James Nicholas Kodrowski) 54:42' Cael Juin Hui Chua (TS) 59:55' | Ethan Redden (James Nicholas Kodrowski) 00:08' Benedict Qian Jong 06:19' Christopher Kelly Wong 20:29' Joshua Chan (Ethan Redden, James Nicholas Kodrowski) 25:03' Joshua Chan 34:47' Ethan Redden (Cael Juin Hui Chua) 38:35' Ethan Redden 39:43' Ethan Redden (Bryan Shao Herng Lee, James Nicholas Kodrowski) 48:58' Qiwei Benjamin Huang (Joshua Chan, James Nicholas Kodrowski) 54:42' Cael Juin Hui Chua (TS) 59:55' | 1:0 2:0 3:0 4:0 5:0 6:0 7:0 8:0 9:0 10:0 |                       | Rozhodčí: Park Jae-hyung Čároví: Huang Jen-hung Marko Saković |
| 8 min | 8 min | Tresty                                   | 42 min                | Rozhodčí: Park Jae-hyung Čároví: Huang Jen-hung Marko Saković |
| 54 | 54 | Střely                                   | 17                    | Rozhodčí: Park Jae-hyung Čároví: Huang Jen-hung Marko Saković |

| 28. února 2023 16:30 | Hongkong | 11 : 1 (3:0, 5:0, 3:1) | Írán | Skenderija, Sarajevo Návštěvnost: 47 |  |

| Report | |                                                    |                                                          |                                                           |
| Čing Ho Cheung | Čing Ho Cheung | Brankáři                                           | Oveis Hassanzadeh (od 21. do 40. minuty Alireza Mahdavi) | Rozhodčí: Robert Hallin Čároví: David Perduv Jiří Svoboda |
| Justin Cheng (Ka Ho Wong, Yi Yam) 13:21' Linus Kim Lo (Yannick Wong, Yin Lok Wong) 14:02' Linus Kim Lo (Justin Cheng, Tony Leung) 17:07' Alvin Sham (Jasper Tang, Chi Lok Chau) 26:40' Hei Yu Toa 29:22' Ryan Chu (Hei Yu To, Justin Cheng) 31:01' Linus Kim Lo (Gi Fung Chan, Tony Leung) 32:27' Ka Ho Wong (Ryan Chu, Jasper Tang) 35:48' Jasper Tang (Justin Cheng, Ka Ho Wong) 47:36' Ryan Chu (Ka Ho Wong) 53:52' Cheuk Long Ngan (Yuen Chong Lee) 58:51' | Justin Cheng (Ka Ho Wong, Yi Yam) 13:21' Linus Kim Lo (Yannick Wong, Yin Lok Wong) 14:02' Linus Kim Lo (Justin Cheng, Tony Leung) 17:07' Alvin Sham (Jasper Tang, Chi Lok Chau) 26:40' Hei Yu Toa 29:22' Ryan Chu (Hei Yu To, Justin Cheng) 31:01' Linus Kim Lo (Gi Fung Chan, Tony Leung) 32:27' Ka Ho Wong (Ryan Chu, Jasper Tang) 35:48' Jasper Tang (Justin Cheng, Ka Ho Wong) 47:36' Ryan Chu (Ka Ho Wong) 53:52' Cheuk Long Ngan (Yuen Chong Lee) 58:51' | 1:0 2:0 3:0 4:0 5:0 6:0 7:0 8:0 9:0 10:0 10:1 11:1 | 58:17' Nima Mehraban                                     | Rozhodčí: Robert Hallin Čároví: David Perduv Jiří Svoboda |
| 4 min | 4 min | Tresty                                             | 16 min                                                   | Rozhodčí: Robert Hallin Čároví: David Perduv Jiří Svoboda |
| 36 | 36 | Střely                                             | 28                                                       | Rozhodčí: Robert Hallin Čároví: David Perduv Jiří Svoboda |

| 28. února 2023 20:00 | Kyrgyzstán | 10 : 1 (3:0, 4:0, 3:1) | Bosna a Hercegovina | Skenderija, Sarajevo Návštěvnost: 168 |  |

| Report | |                                              |                                               |                                                               |
| Alexander Petrov | Alexander Petrov | Brankáři                                     | Dino Pasović (od 52. minuty Karim Ahmetovski) | Rozhodčí: Phillip Ströbel Čároví: Tomislav Grozaj Lukáš Kacej |
| Kuzma Terentjev (Michail Čuvalov, Maxim Jegorov) 10:15' Ersultan Mirbekov (Adis Kačkynbekov, Sultan Ismanov) 13:54' Mamed Sejfulov (Anton Kudašev) 16:12' Vladimir Tonkich (Vladimir Nosov) 27:28' Mamed Sejfulov (Islambek Abdyrajev) 35:27' Sultan Ismanov (Ersultan Mirbekov) 35:53' Alexander Titov (Mamed Sejfulov, Islambek Abdyrajev) 37:20' Mamed Sejfulov (Ernazar Isamatov, Islambek Abdyrajev) 44:51' Maxim Jegorov (Islambek Abdyrajev, Alexander Titov) 51:37' Alexander Titov (Ernazar Isamatov) 58:41' | Kuzma Terentjev (Michail Čuvalov, Maxim Jegorov) 10:15' Ersultan Mirbekov (Adis Kačkynbekov, Sultan Ismanov) 13:54' Mamed Sejfulov (Anton Kudašev) 16:12' Vladimir Tonkich (Vladimir Nosov) 27:28' Mamed Sejfulov (Islambek Abdyrajev) 35:27' Sultan Ismanov (Ersultan Mirbekov) 35:53' Alexander Titov (Mamed Sejfulov, Islambek Abdyrajev) 37:20' Mamed Sejfulov (Ernazar Isamatov, Islambek Abdyrajev) 44:51' Maxim Jegorov (Islambek Abdyrajev, Alexander Titov) 51:37' Alexander Titov (Ernazar Isamatov) 58:41' | 1:0 2:0 3:0 4:0 5:0 6:0 7:0 7:1 8:1 9:1 10:1 | 43:17' Mirza Omer (Adnan Mlivić, Nermin Alić) | Rozhodčí: Phillip Ströbel Čároví: Tomislav Grozaj Lukáš Kacej |
| 31 min | 31 min | Tresty                                       | 10 min                                        | Rozhodčí: Phillip Ströbel Čároví: Tomislav Grozaj Lukáš Kacej |
| 76 | 76 | Střely                                       | 13                                            | Rozhodčí: Phillip Ströbel Čároví: Tomislav Grozaj Lukáš Kacej |

| 2. března 2023 13:00 | Hongkong | 7 : 6 PP (1:2, 1:2, 4:2 — 1:0) | Singapur | Skenderija, Sarajevo Návštěvnost: 101 |  |

| Report | |                                                     | |                                                               |
| Emerson Kwokway Keung | Emerson Kwokway Keung | Brankáři                                            | Joshua Lee | Rozhodčí: Phillip Ströbel Čároví: Tomislav Grozaj Lukáš Kacej |
| Justin Cheng (Ryan Chu, Jasper Tang) 09:12' Justin Cheng (Jasper Tang, Ryan Lee) 29:40' Alvin Cheuk Sham (Ryan Chu) 46:04' Hei Yu To (Cheuk Long Ngan, Yi Yam) 48:54' Ivan Chan (Cheuk Long Ngan, Chi Lok Chau) 57:06' Justin Cheng (Alvin Sham) 59:03' Ryan Chu (Justin Cheng, Ryan Lee) 60:29' | Justin Cheng (Ryan Chu, Jasper Tang) 09:12' Justin Cheng (Jasper Tang, Ryan Lee) 29:40' Alvin Cheuk Sham (Ryan Chu) 46:04' Hei Yu To (Cheuk Long Ngan, Yi Yam) 48:54' Ivan Chan (Cheuk Long Ngan, Chi Lok Chau) 57:06' Justin Cheng (Alvin Sham) 59:03' Ryan Chu (Justin Cheng, Ryan Lee) 60:29' | 0:1 1:1 1:2 1:3 2:3 2:4 3:4 4:4 4:5 5:5 5:6 6:6 7:6 | 07:44' Ethan Redden 13:59' Bryan Lee (Ethan Redden, Benedict Qian Jong) 21:26' Richard O'Brien (Christopher Kelly Wong, Joshua Chan) 35:42' Joshua Chan (Ethan Redden) 53:43' James Nicholas Kodrowski (Benedict Qian Jong, Ethan Redden) 57:37' Cael Chua (Wee Chew, Joshua Chan) | Rozhodčí: Phillip Ströbel Čároví: Tomislav Grozaj Lukáš Kacej |
| 6 min | 6 min | Tresty                                              | 10 min | Rozhodčí: Phillip Ströbel Čároví: Tomislav Grozaj Lukáš Kacej |
| 44 | 44 | Střely                                              | 32 | Rozhodčí: Phillip Ströbel Čároví: Tomislav Grozaj Lukáš Kacej |

| 2. března 2023 16:30 | Kyrgyzstán | 22 : 0 (7:0, 10:0, 5:0) | Malajsie | Skenderija, Sarajevo Návštěvnost: 87 |  |

| Report | | |                                                              |                                                              |
| Arslan Marajmbekov | Arslan Marajmbekov | Brankáři                                                                                             | Muhammad Azlly Tengku (od 21. do 28. minuty Tze Charles Tan) | Rozhodčí: Vitalijus Sevruk Čároví: David Perduv Jiří Svoboda |
| Vladimir Nosov (Kuzma Terentjev, Mikhail Čuvalov) 02:21' Anton Kudašev (Mamed Sejfulov, Ersultan Mirbekov) 05:57' Mamed Sejfulov (Sultan Ismanov, Adis Kačkynbekov) 06:57' Adis Kačkynbekov (Mamed Sejfulov) 08:43' Mamed Sejfulov (Sultan Ismanov, Ersultan Mirbekov) 10:25' Islambek Abdyrajev (Maxim Jegorov, Ersultan Mirbekov) 12:12' Mamed Sejfulov (Alexander Titov, Islambek Abdyrajev) 17:19' Mamed Sejfulov (Islambek Abdyrajev, Alexander Titov) 20:57' Adis Kačkynbekov (Georgii Fitisenko, Ersultan Mirbekov) 21:56' Georgii Fitisenko (Adis Kačkynbekov, Sultan Ismanov) 22:40' Eramir Šamyrkanov (Adil Bekmuratov) 23:02' Mikhail Čuvalov (Vladimir Tonkikh) 25:14' Islambek Abdyrajev (Alexander Titov) 27:00' Eramir Šamyrkanov (Ernazar Isamatov, Anton Kudašev) 28:41' Mamed Sejfulov (Maxim Jegorov) 30:03' Alexander Titov (Mamed Sejfulov, Maxim Jegorov) 34:50' Ersultan Mirbekov (Vladimir Tonkikh, Sultan Ismanov) 39:47' Mamed Sejfulov (Maxim Jegorov) 44:08' Adil Bekmuratov (Adis Kačkynbekov) 45:31' Mamed Sejfulov (Adis Kačkynbekov, Islambek Abdyrajev) 48:10' Sultan Ismanov (Adil Bekmuratov) 50:58' Aleander Titov (Anton Kudašev) 52:21' | Vladimir Nosov (Kuzma Terentjev, Mikhail Čuvalov) 02:21' Anton Kudašev (Mamed Sejfulov, Ersultan Mirbekov) 05:57' Mamed Sejfulov (Sultan Ismanov, Adis Kačkynbekov) 06:57' Adis Kačkynbekov (Mamed Sejfulov) 08:43' Mamed Sejfulov (Sultan Ismanov, Ersultan Mirbekov) 10:25' Islambek Abdyrajev (Maxim Jegorov, Ersultan Mirbekov) 12:12' Mamed Sejfulov (Alexander Titov, Islambek Abdyrajev) 17:19' Mamed Sejfulov (Islambek Abdyrajev, Alexander Titov) 20:57' Adis Kačkynbekov (Georgii Fitisenko, Ersultan Mirbekov) 21:56' Georgii Fitisenko (Adis Kačkynbekov, Sultan Ismanov) 22:40' Eramir Šamyrkanov (Adil Bekmuratov) 23:02' Mikhail Čuvalov (Vladimir Tonkikh) 25:14' Islambek Abdyrajev (Alexander Titov) 27:00' Eramir Šamyrkanov (Ernazar Isamatov, Anton Kudašev) 28:41' Mamed Sejfulov (Maxim Jegorov) 30:03' Alexander Titov (Mamed Sejfulov, Maxim Jegorov) 34:50' Ersultan Mirbekov (Vladimir Tonkikh, Sultan Ismanov) 39:47' Mamed Sejfulov (Maxim Jegorov) 44:08' Adil Bekmuratov (Adis Kačkynbekov) 45:31' Mamed Sejfulov (Adis Kačkynbekov, Islambek Abdyrajev) 48:10' Sultan Ismanov (Adil Bekmuratov) 50:58' Aleander Titov (Anton Kudašev) 52:21' | 1:0 2:0 3:0 4:0 5:0 6:0 7:0 8:0 9:0 10:0 11:0 12:0 13:0 14:0 15:0 16:0 17:0 18:0 19:0 20:0 21:0 22:0 |                                                              | Rozhodčí: Vitalijus Sevruk Čároví: David Perduv Jiří Svoboda |
| 0 min | 0 min | Tresty                                                                                               | 0 min                                                        | Rozhodčí: Vitalijus Sevruk Čároví: David Perduv Jiří Svoboda |
| 81 | 81 | Střely                                                                                               | 3                                                            | Rozhodčí: Vitalijus Sevruk Čároví: David Perduv Jiří Svoboda |

| 2. března 2023 20:00 | Bosna a Hercegovina | 9 : 2 (1:1, 3:1, 5:0) | Írán | Skenderija, Sarajevo Návštěvnost: 569 |  |

| Report | |                                             |                                                                       |                                                                 |
| Dino Pasović | Dino Pasović | Brankáři                                    | Oveis Hassanzadeh (od 45. minuty Alireza Mahdavi)                     | Rozhodčí: Park Jae-hyung Čároví: Alejandro García Marko Saković |
| Dino Cordalija (Tarik Krehić, Tarik Čatović) 06:02' Dino Cordalija (Mirza Omer, Adnan Mlivić) 22:56' Mirza Omer (Adnan Mlivić) 24:42' Nikko Gaković (Mirza Omer, Adnan Mlivić) 28:36' Mirza Omer (Adnan Mlivić) 40:56' Dino Cordalija 42:15' Adnan Mlivić 44:44' Tarik Mrkva (Din Alen Filipović) 45:30' Mirza Omer (Adnan Mlivić) 45:30' | Dino Cordalija (Tarik Krehić, Tarik Čatović) 06:02' Dino Cordalija (Mirza Omer, Adnan Mlivić) 22:56' Mirza Omer (Adnan Mlivić) 24:42' Nikko Gaković (Mirza Omer, Adnan Mlivić) 28:36' Mirza Omer (Adnan Mlivić) 40:56' Dino Cordalija 42:15' Adnan Mlivić 44:44' Tarik Mrkva (Din Alen Filipović) 45:30' Mirza Omer (Adnan Mlivić) 45:30' | 1:0 1:1 2:1 3:1 4:1 4:2 5:2 6:2 7:2 8:2 9:2 | 09:44' Jalal Keyhanfar (Danial Bagheri) 39:10' Farzad Houshidari (TS) | Rozhodčí: Park Jae-hyung Čároví: Alejandro García Marko Saković |
| 10 min | 10 min | Tresty                                      | 8 min                                                                 | Rozhodčí: Park Jae-hyung Čároví: Alejandro García Marko Saković |
| 48 | 48 | Střely                                      | 34                                                                    | Rozhodčí: Park Jae-hyung Čároví: Alejandro García Marko Saković |

| 3. března 2023 13:00 | Malajsie | 1 : 16 (1:3, 0:6, 0:7) | Hongkong | Skenderija, Sarajevo Návštěvnost: 57 |  |

| Report                                                       |                                                              |                                                                            | |                                                               |
| Muhammad Azlly Tengku (od 51. do 55. minuty Tze Charles Tan) | Muhammad Azlly Tengku (od 51. do 55. minuty Tze Charles Tan) | Brankáři                                                                   | Ching Ho Cheung | Rozhodčí: Vital Sevruk Čároví: David Perduvijus Marko Saković |
| Hariz Mohammad (Mihammad Fareez Mohd) 09:41'                 | Hariz Mohammad (Mihammad Fareez Mohd) 09:41'                 | 0:1 0:2 1:2 1:3 1:4 1:5 1:6 1:7 1:8 1:9 1:10 1:11 1:12 1:13 1:14 1:15 1:16 | 04:50' Alvin Cheuk Sham (Linus Kim Lo) 08:17' Ryan Lee (Ryan Chu, Yin Yannick Wong) 11:25' Jasper Tang 21:18' Yin Yannick Wong (Ryan Lee) 21:32' Alvin Cheuk Sham (Hei Yu To) 27:36' Linus Kim Lo (Ryan Lee, Justin Cheng) 33:06' Alvin Cheuk Sham (Yin Yannick Wong, Tony Leung) 36:53' Ryan Chu (Justin Cheng, Jasper Tang) 38:48' Ryan Chu 42:08' Justin Cheng (Ryan Chu) 49:33' Lok Lokel Wong (Justin Cheng) 51:05' Ryan Chu (Justin Cheng) 52:32' Alvin Cheuk Sham (Siu Him Kan) 53:21' Justin Cheng 54:47' Lok Lokel Wong 59:03' Ryan Chu | Rozhodčí: Vital Sevruk Čároví: David Perduvijus Marko Saković |
| 2 min                                                        | 2 min                                                        | Tresty                                                                     | 4 min | Rozhodčí: Vital Sevruk Čároví: David Perduvijus Marko Saković |
| 17                                                           | 17                                                           | Střely                                                                     | 41 | Rozhodčí: Vital Sevruk Čároví: David Perduvijus Marko Saković |

| 3. března 2023 16:30 | Írán | 0 : 18 (0:7, 0:4, 0:7) | Kyrgyzstán | Skenderija, Sarajevo Návštěvnost: 49 |  |

| Report                                                          |                                                                 |                                                                                  | |                                                               |
| Alireza Mahdavi (od 4. do 20., od 22. minuty Oveis Hassanzadeh) | Alireza Mahdavi (od 4. do 20., od 22. minuty Oveis Hassanzadeh) | Brankáři                                                                         | Alexander Petrov (od 30. minuty Arslan Marajmbekov) | Rozhodčí: Park Jae-hyung Čároví: Alejandro García Lukáš Kacej |
|                                                                 |                                                                 | 0:1 0:2 0:3 0:4 0:5 0:6 0:7 0:8 0:9 0:10 0:11 0:12 0:13 0:14 0:15 0:16 0:17 0:18 | 00:40' Ernazar Isamatov (Mamed Sejfulov, Islambek Abdyrajev) 01:53' Maxim Jegorov (Vladimir Nosov, Mikhail Čuvalov) 02:32' Maxim Jegorov (Vladimir Nosov, Mikhail Čuvalov) 03:48' Mamed Sejfulov (Georgii Fitisenko) 07:29' Alexander Titov (Islambek Abdyrajev) 09:44' Maxim Jegorov (Ernazar Isamatov) 16:38' Sultan Ismanov (Ersultan Mirbekov, Ernazar Isamatov) 20:38' Maxim Jegorov 21:44' Alexander Titov 24:31' Mikhail Čuvalov (Maxim Jegorov) 32:58' Mamed Sejfulov (Islambek Abdyrajev) 41:41' Mamed Sejfulov (Ernazar Isamatov) 45:44' Maxim Jegorov (Ernazar Isamatov) 50:37' Mamed Sejfulov (Vladimir Nosov, Kuzma Terentjev) 52:58' Ernazar Isamatov (Mamed Sejfulov, Islambek Abdyrajev) 53:18' Ersultan Mirbekov (Islambek Abdyrajev) 55:10' Kuzma Terentjev (Adil Bekmuratov) 56:07' Alexander Titov (Islambek Abdyrajev) | Rozhodčí: Park Jae-hyung Čároví: Alejandro García Lukáš Kacej |
| 6 min                                                           | 6 min                                                           | Tresty                                                                           | 0 min | Rozhodčí: Park Jae-hyung Čároví: Alejandro García Lukáš Kacej |
| 7                                                               | 7                                                               | Střely                                                                           | 51 | Rozhodčí: Park Jae-hyung Čároví: Alejandro García Lukáš Kacej |

| 3. března 2023 20:00 | Singapur | 2 : 8 (0:2, 1:4, 1:2) | Bosna a Hercegovina | Skenderija, Sarajevo Návštěvnost: 850 |  |

| Report                                                                               |                                                                                      |                                         | |                                                                  |
| Liam Blakney (od 30. minuty Joshua Lee)                                              | Liam Blakney (od 30. minuty Joshua Lee)                                              | Brankáři                                | Dino Pasović | Rozhodčí: Phillip Ströbel Čároví: Tomislav Grozaj Huang Jen-hung |
| Ethan Redden (Noah Blakney, Benjamin Huang) 38:36' Joshua Chan (Ethan Redden) 59:26' | Ethan Redden (Noah Blakney, Benjamin Huang) 38:36' Joshua Chan (Ethan Redden) 59:26' | 0:1 0:2 0:3 0:4 0:5 0:6 1:6 1:7 1:8 2:8 | 06:16' Denny Miškić (Mirza Omer, Adnan Mlivić) 06:38' Nikko Gaković (Tarik Mrkva) 26:03' Adnan Mlivić (Mirza Omer, Haris Mrkva) 29:32' Nikko Gaković (Din Alen Filipović) 32:09' Mirza Omer (Adnan Mlivić, Haris Mrkva) 38:11' Mirza Omer (Denny Miškić, Haris Mrkva) 50:20' Nikko Gaković (Denny Miškić) 53:30' Anthony London (Denny Miškić, Tarik Mrkva) | Rozhodčí: Phillip Ströbel Čároví: Tomislav Grozaj Huang Jen-hung |
| 10 min                                                                               | 10 min                                                                               | Tresty                                  | 6 min | Rozhodčí: Phillip Ströbel Čároví: Tomislav Grozaj Huang Jen-hung |
| 25                                                                                   | 25                                                                                   | Střely                                  | 38 | Rozhodčí: Phillip Ströbel Čároví: Tomislav Grozaj Huang Jen-hung |

| 5. března 2023 13:00 | Írán | 2 : 11 (1:5, 0:4, 1:2) | Singapur | Skenderija, Sarajevo Návštěvnost: 64 |  |

| Report                                                                                        |                                                                                               |                                                        | |                                                                 |
| Oveis Hassanzadeh (od 5. do 20., od 55. minuty Alireza Mahdavi)                               | Oveis Hassanzadeh (od 5. do 20., od 55. minuty Alireza Mahdavi)                               | Brankáři                                               | Joshua Lee (od 40. minuty Liam Blakney) | Rozhodčí: Phillip Ströbel Čároví: Tomislav Grozaj Marko Saković |
| Maziar Ghorbani (Arman Bahri, Arshia Ghafoori) 06:12' Danial Bagheri (Maziar Ghorbani) 48:21' | Maziar Ghorbani (Arman Bahri, Arshia Ghafoori) 06:12' Danial Bagheri (Maziar Ghorbani) 48:21' | 0:1 0:2 0:3 1:3 1:4 1:5 1:6 1:7 1:8 1:9 1:10 2:10 2:11 | 02:52' Benedict Qian Yong (Ethan Redden, James Nicholas Kodrowski) 04:41' Bryan Lee (Ethan Redden) 05:12' Joshua Chan 15:35' Joshua Chan (Ryan Goh, Christopher Kelly Wong) 18:18' Joshua Chan (Ryan Goh) 23:33' Christopher Kelly Wong (Karthikeyan Muthukumar, Wee Chew) 24:29' Ethan Redden (Benedict Qian Yong) 34:50' Ethan Redden (Christian Redden) 36:26' James Nicholas Kodrowski 45:03' Benedict Qian Yong (Wee Chew, Joshua Chan) 55:04' Joshua Chan (Benedict Qian Yong, Wee Chew) | Rozhodčí: Phillip Ströbel Čároví: Tomislav Grozaj Marko Saković |
| 8 min                                                                                         | 8 min                                                                                         | Tresty                                                 | 4 min | Rozhodčí: Phillip Ströbel Čároví: Tomislav Grozaj Marko Saković |
| 26                                                                                            | 26                                                                                            | Střely                                                 | 35 | Rozhodčí: Phillip Ströbel Čároví: Tomislav Grozaj Marko Saković |

| 5. března 2023 16:30 | Hongkong | 2 : 12 (1:4, 1:4, 0:4) | Kyrgyzstán | Skenderija, Sarajevo Návštěvnost: 112 |  |

| Report                                                                     |                                                                            |                                                            | |                                                              |
| Emerson Kwokway Keung (od 30. minuty Ching Ho Cheung)                      | Emerson Kwokway Keung (od 30. minuty Ching Ho Cheung)                      | Brankáři                                                   | Alexander Petrov (od 47. minuty Arslan Marajmbekov) | Rozhodčí: Vitalijus Sevruk Čároví: David Perduv Jiří Svoboda |
| Ryan Chu (Jasper Tang, Justin Cheng) 19:33' Ryan Chu (Justin Cheng) 38:22' | Ryan Chu (Jasper Tang, Justin Cheng) 19:33' Ryan Chu (Justin Cheng) 38:22' | 0:1 0:2 0:3 0:4 1:4 1:5 1:6 1:7 1:8 2:8 2:9 2:10 2:11 2:12 | 01:58' Sultan Ismanov (Ersultan Mirbekov) 05:43' Ernazar Isamatov (Ersultan Mirbekov, Sultan Ismanov) 06:13' Mikhail Čuvalov 14:14' Alexander Titov (Mamed Sejfulov, Anton Kudašev) 29:18' Alexander Titov (Ernazar Isamatov) 33:29' Alexander Titov (Mamed Sejfulov) 33:52' Sultan Ismanov (Kirill Kim, Ersultan Mirbekov) 35:48' Islambek Abdyrajev (Alexander Titov, Mamed Sejfulov) 40:46' Mamed Sejfulov (Islambek Abdyrajev) 49:16' Kirill Kim (Sultan Ismanov, Ersultan Mirbekov) 59:29' Aidar Kašajev (Islambek Abdyrajev) 59:48' Mamed Sejfulov (Alexander Titov) | Rozhodčí: Vitalijus Sevruk Čároví: David Perduv Jiří Svoboda |
| 0 min                                                                      | 0 min                                                                      | Tresty                                                     | 8 min | Rozhodčí: Vitalijus Sevruk Čároví: David Perduv Jiří Svoboda |
| 9                                                                          | 9                                                                          | Střely                                                     | 59 | Rozhodčí: Vitalijus Sevruk Čároví: David Perduv Jiří Svoboda |

| 5. března 2023 20:00 | Bosna a Hercegovina | 15 : 1 (5:1, 4:0, 6:0) | Malajsie | Skenderija, Sarajevo Návštěvnost: 1 457 |  |

| Report | |                                                                       |                            |                                                               |
| Dino Pasović (od 43. minuty Karim Ahmetovski) | Dino Pasović (od 43. minuty Karim Ahmetovski) | Brankáři                                                              | Muhammad Azlly Tengku      | Rozhodčí: Park Jae-hyung Čároví: Alejandro García Lukáš Kacej |
| Mirza Omer (Igor Levjak) 04:11' Mirza Omer (Adnan Mlivić) 06:10' Tarik Mrkva (Nikko Gaković, Dino Cordalija) 07:04' Dino Cordalija 10:10' Haris Mrkva (Mirza Omer) 17:05' Mirza Omer (Adnan Mlivić) 21:46' Miralem Jahjafendić (Nermin Alić, Dino Cordalija) 25:47' Denny Miškić (Dino Cordalija, Haris Mrkva) 33:54' Muhamed Dinalić (Din Alen Filipović, Nermin Alić) 39:07' Adnan Mlivić 40:24' Adnan Mlivić (Mirza Omer) 42:21' Mirza Omer (Muhamed Dinalić) 47:22' Tarik Catović (Miralem Jahjafendić) 52:30' Denny Miškić (Mirza Omer, Adnan Mlivić) 53:30' Mirza Omer (Muhamed Dinalić) 57:53' | Mirza Omer (Igor Levjak) 04:11' Mirza Omer (Adnan Mlivić) 06:10' Tarik Mrkva (Nikko Gaković, Dino Cordalija) 07:04' Dino Cordalija 10:10' Haris Mrkva (Mirza Omer) 17:05' Mirza Omer (Adnan Mlivić) 21:46' Miralem Jahjafendić (Nermin Alić, Dino Cordalija) 25:47' Denny Miškić (Dino Cordalija, Haris Mrkva) 33:54' Muhamed Dinalić (Din Alen Filipović, Nermin Alić) 39:07' Adnan Mlivić 40:24' Adnan Mlivić (Mirza Omer) 42:21' Mirza Omer (Muhamed Dinalić) 47:22' Tarik Catović (Miralem Jahjafendić) 52:30' Denny Miškić (Mirza Omer, Adnan Mlivić) 53:30' Mirza Omer (Muhamed Dinalić) 57:53' | 0:1 1:1 2:1 3:1 4:1 5:1 6:1 7:1 8:1 9:1 10:1 11:1 12:1 13:1 14:1 15:1 | 01:13' Raja Arif Raja Amin | Rozhodčí: Park Jae-hyung Čároví: Alejandro García Lukáš Kacej |
| 8 min | 8 min | Tresty                                                                | 8 min                      | Rozhodčí: Park Jae-hyung Čároví: Alejandro García Lukáš Kacej |
| 47 | 47 | Střely                                                                | 19                         | Rozhodčí: Park Jae-hyung Čároví: Alejandro García Lukáš Kacej |

### Hráčské statistiky

#### Kanadské bodování
Toto je konečné pořadí hráčů podle dosažených bodů. Za jeden vstřelený gól nebo přihrávku na gól hráč získal jeden bod.
| Poř. | Hráč               | Tým                 | Z | G  | A  | B  | TM | +/- |
| ---- | ------------------ | ------------------- | - | -- | -- | -- | -- | --- |
| 1.   | Mamed Sejfulov     | Kyrgyzstán          | 5 | 18 | 10 | 28 | 0  | +31 |
| 2.   | Islambek Abdyrajev | Kyrgyzstán          | 5 | 3  | 18 | 21 | 0  | +27 |
| 3.   | Mirza Omer         | Bosna a Hercegovina | 5 | 11 | 9  | 20 | 0  | +13 |
| 4.   | Justin Cheng       | Hongkong            | 5 | 8  | 12 | 20 | 2  | +15 |
| 5.   | Alexander Titov    | Kyrgyzstán          | 5 | 10 | 8  | 18 | 0  | +24 |
| 6.   | Adnan Mlivić       | Bosna a Hercegovina | 5 | 6  | 11 | 17 | 0  | +9  |
| 7.   | Ryan Chu           | Hongkong            | 5 | 10 | 6  | 16 | 2  | +11 |
| 8.   | Ethan Redden       | Singapur            | 5 | 8  | 7  | 15 | 10 | +5  |
| 9.   | Joshua Chan        | Singapur            | 5 | 9  | 5  | 14 | 2  | -1  |
| 10.  | Ernazar Isamatov   | Kyrgyzstán          | 5 | 4  | 10 | 14 | 0  | +30 |

#### Hodnocení brankářů
Toto je konečné pořadí pěti nejlepších brankářů.
| Poř. | Hráč                  | Tým                 | Z. | MIN    | OG | PZ  | PS  | POG  | Úsp%   |
| ---- | --------------------- | ------------------- | -- | ------ | -- | --- | --- | ---- | ------ |
| 1.   | Arslan Marajmbekov    | Kyrgyzstán          | 4  | 124:24 | 0  | 13  | 13  | 0.00 | 100.00 |
| 2.   | Dino Pasović          | Bosna a Hercegovina | 5  | 278:58 | 19 | 152 | 171 | 4.09 | 88.89  |
| 3.   | Ching Ho Cheung       | Hongkong            | 3  | 150:42 | 9  | 69  | 78  | 3.58 | 88.46  |
| 4.   | Emerson Kwokway Keung | Hongkong            | 3  | 153:58 | 16 | 88  | 104 | 6.24 | 84.62  |
| 5.   | Joshua Lee            | Singapur            | 5  | 230:57 | 24 | 120 | 144 | 6.24 | 83.33  |

### Ocenění
| Pozice  | Hráč             |
| ------- | ---------------- |
| Brankář | Dino Pasović     |
| Obránce | Ernazar Isamatov |
| Útočník | Justin Cheng     |